# SE Humaytá
O SE Humaytá foi um submarino modificado da classe Balilla construído na Itália para a Marinha do Brasil. O submarino teve a sua quilha batida por Odero-Terni-Orlando, em La Spezia, no dia 19 de novembro de 1925, foi lançado a 11 de junho de 1927 e entregue à Marinha do Brasil a 11 de junho de 1929.

## Nome
O Submarino de esquadra Humaytá, foi o terceiro navio e o primeiro submarino a ostentar esse nome na Marinha do Brasil. Recorda o famoso episódio da Guerra do Paraguai, em homenagem a Fortaleza sobre o rio Paraguai, cuja passagem foi forçada pela Esquadra Brasileira, em 19 fevereiro de 1868.

## História
O SE Humaytá foi encomendado pela Marinha do Brasil como um submarino com capacidade de atingir umagrande profundidade. As alterações no projeto padrão da classe Balilla incluem a colocação dos motores diesel e elétricos mais à frente, a eliminação dos aviões de proa e uma distribuição diferente dos tanques de lastro por todo o submarino. O submarino também ficou mais longo, com comprimento total de 87 m e com o calado menor, 4 m.
O Submarino foi construído pelo Cantieri Navale Odero Terni Orlando (OTO), La Spezia, Itália, onde foi encomendado em 1926 com os rendimentos da venda do encouraçado Deodoro à Marinha Mexicana forneceram recursos para a compra do S Humaytá.
Sob o comando do capitão de corveta Alberto de Lemos Basto, deixou o estaleiro, no dia 25 de junho de 1929, com a tripulação brasileira, concluindo sem escalas, a travessia do Mediterrâneo e do Atlântico, portanto mais de 5.000 milhas, chegando ao Rio de Janeiro em 18 de julho de 1929. Assim que chegou à Baía de Guanabara, após 23 dias de percurso, foi recebido por jornalistas, altos oficiais da Marinha e pelo embaixador da Itália no Brasil, Bernardo Attolico.
Foi comissionado na Marinha do Brasil no dia 20 de julho de 1929 e prestou serviço durante muitos anos, incluindo durante a Segunda Guerra Mundial, tendo sido desativado a 25 de novembro de 1950.
Durante seu serviço ativo, navegou um total de 19134,4 milhas náuticas na superfície, 1514,7 milhas náuticas em imersão, em 980 horas.